# Anoratha sinuosa
Anoratha sinuosa är en fjärilsart som beskrevs av Alfred Ernest Wileman och South 1916. Anoratha sinuosa ingår i släktet Anoratha och familjen nattflyn. Inga underarter finns listade i Catalogue of Life.